# Albert Bernis i Galtés
Albert Bernis i Galtés (Molins de Rei, 1850 - Barcelona, 20 d'agost de 1911) fou un empresari teatral català.
Des de molt jove regí altres teatres i espectacles barcelonins, com el Teatre Novetats i el Teatre Principal. En arribar a la gestió del Liceu, interessat per l'obra de Wagner desplaçà les òperes italianes a favor de les wagnerianes.

## Biografia

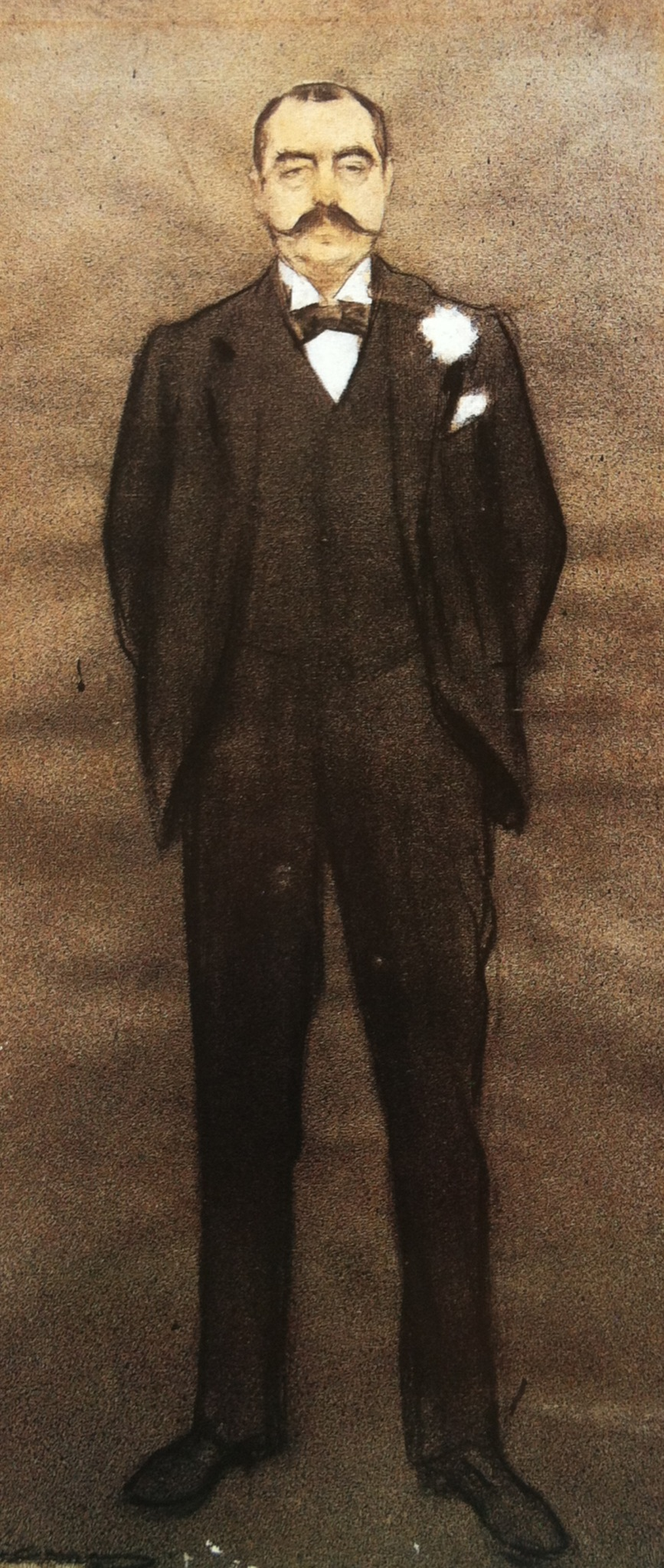
Bernis vist per Ramon Casas (MNAC)

Albert Bernis i Galtés va néixer a Molins de Rei en 1850, fill del procurador Jaume Bernis i de Catalina Galtés.
L'any 1868 pertanyia a la junta del Liceu, que va abandonar el 7 d'agost d'aquell any juntament amb un altre membre, Miquel Mayol, per desavinences amb la forma de dirigir la societat. En aquell moment el Liceu es trobava arrendat a l'empresari de Tarragona Josep Maria Aymamí i Torres. A continuació va participar en la junta de la Societat Dramàtica Mate que gestionava el Teatre Romea de Barcelona, on apareixia com a secretari en la presentació de la temporada 1868-1869. Del Romea va passar anys més tard al Teatre Novedades de Barcelona, on apareixia com a empresari en febrer de 1872.
L'any 1874 figurava com a empresari tant del Teatre Principal de Barcelona com del Teatro del Circo de Madrid. El teatre madrileny va quedar destruït com a conseqüència d'un incendi el 13 de novembre de 1876. Per tal d'ajudar en les greus pèrdues que li va suposar la desaparició de l'edifici del Teatre del Circo, l'empresari del Teatre Novedades de Barcelona, Ignasi Elies, va organitzar una sèrie de funcions extraordinàries al seu teatre, els dies 20, 21 i 22 de novembre de 1876, la recaptació de les quals es destinaria íntegra a l'empresari Bernis. El segon d'aquests dies, el 21 de novembre, un grup de professors músics i empleats del Liceu van signar un document d'adhesió als concerts del Novedades. Entre els signants figurava el director d'orquestra Eusebi Dalmau i Mas.
Va realitzar alguns viatges a Amèrica, començant per Cuba l'any 1879. Va anar més tard a Mèxic, on va fer representar algunes obres al Teatre Nacional de Mèxic, en maig de 1880. L'any 1882 apareix com a director administratiu del Teatre Líric de Barcelona, arran d'un concert en benefici dels afectats pel sinistre del carrer Reina Amàlia.
La seva gestió com a director del Liceu va començar en la temporada 1882-1883, sense abandonar la gestió com a director del Teatre Principal. Ja en aquella primera temporada seva com a director es va presentar la primera òpera de Richard Wagner en l Liceu: Lohengrin, el 6 de març de 1883. Aquesta obra s'havia presentat a Catalunya al Teatre Principal el 17 de maig de 1882. El 28 de juny de 1884 se li va atorgar la gestió com a empresari del Principal, després de ser escollit per la direcció de l'Hospital de la Sant Creu entre una terna de sol·licitants. El 26 de maig de 1885 s'anunciava l'adjudicació de la gestió del Liceu a Bernis per tres anys, "un forçós i dos voluntaris". El contracte de la junta de propietaris del Liceu li comprometia a oferir cinc mesos de temporada d'òpera amb quatre òperes per setmana. Pocs mesos després, el 12 de desembre de 1885, es presentava al Liceu la segona òpera en representar-se de Wagner en aquell teatre: Der fliegende Holländer. Una altra obra de Wagner arribà al Liceu l'11 de febrer de 1887: Tannhäuser. Dirigia l'orquestra en Joan Goula, qui va fer servir la versió original, no la de París de 1861, que no arribaria al Liceu fins al 1907, també de la mà d'Albert Bernis com a empresari.
En 1889 es va fer palès l'interès de Bernis pel cicle Der Ring des Nibelungen del compositor Richard Wagner, quan va rebre l'empresari català a l'empresari Newman i al seu secretari Alfred Lowe per a la contractació per al Liceu d'una companyia d'òpera alemanya que havia de representar la tetralogia. No obstant, no es van representar les òperes que el constitueixen fins alguns anys després.
En 1892 va tornar a Amèrica, en aquest cas a l'Argentina, per a gestionar representacions al Teatre Nacional de Buenos Aires. A final de la temporada 1892-1893 va finalitzar el termini de gestió de Bernis al capdavant del Liceu, per la qual cosa es va realitzar una nova selecció d'empresari. En juny de 1893 es van presentar davant la Junta de Govern del Liceu dues ofertes d'empresariat, una d'elles d'Albert Bernis. Ambdues van ser inicialment rebutjades, obrint a continuació el Liceu una nova subhasta per tres anys obligatoris i dos opcionals. L'oferta de Bernis, mitjançant el seu assistent Teodor J. Bartrolí, fou acceptada l'u de juliol de 1893. Sis anys més tard, el juny de 1899, Bernis fou l'únic a presentar una oferta de gestió del Liceu per a reemplaçar l'empresari Joaquim Maria Vehils, qui havia gestionat el teatre la temporada 1898-1899 i havia presentat una òpera més de Wagner al Liceu, el 25 de gener de 1899: Die Walküre, sota la direcció de Joseph Mertens. L'oferta de Bernis va ser acceptada per la Junta de Govern. La temporada 1899-1900 del Liceu veuria l'estrena al teatre d'una altra òpera de Wagner, el dia 8 de novembre de 1899: Tristan und Isolde, dirigida per Édouard Colonne. A més, una altra obra del compositor alemany va ser interpretada aquella temporada: Lohengrin, ja representada al Liceu el 1883. Un any després, durant la temporada 1900-1901, arribaria la següent estrena wagneriana al Liceu, el 15 de novembre de 1900: Siegfried, sota la direcció de Joseph Mertens. L'òpera Götterdämmerung (El capvespre dels déus) va arribar al Liceu un any més tard, el 16 de novembre de 1901.
Bernis va ser també el gestor durant l'estrena de dues òperes d'autors catalans. La primera fou Els Pirineus, de Felip Pedrell, estrenada el 4 de gener de 1902 sota la direcció de Joan Goula. La segona fou la primera òpera d'un jove compositor i violinista català, Joan Manén: el 22 de gener de 1903 s'estrenava Giovanna di Napoli, amb text en italià, seguint els costums de l'època, que en realitat era una traducció de l'original francès. La va dirigir el mateix compositor. Aquell mateix any, ja dins la temporada 1903-1904, Manén va estrenar la seva segona òpera al Liceu: Acté, el 3 de desembre de 1903, un altre cop sota la seva direcció. En juliol de 1904 es va concedir a Bernis una prolongació del contracte de dos anys, fins al final de la temporada 1905-1906. El 19 de juny de 1905 s'estrenava al Liceu, encara sota la gestió de Bernis, una altra òpera de Wagner: Die Meistersinger von Nürnberg (Els mestres cantaires de Nuremberg). Al final d'aquesta època de gestió de Bernis, el 21 d'abril de 1906 es presentava al Liceu una nova obra d'autor català: Bruniselda, d'Enric Morera, dirigida pel mestre Joan Lamote de Grignon. En el mes de setembre de 1906, la Junta de Govern del Liceu acceptava la proposta de l'empresari Alfredo Volpini Villar, fill de la famosa soprano Elisa Volpini, que substituïa Bernis al capdavant de la gestió del teatre.
La gestió del Liceu per part de Volpini no va durar gaire temps. A finals de maig de 1907, la Junta de Govern acordava l'adjudicació un altre cop a Bernis, la més votada de les tres propostes presentades. Romandria com a empresari del teatre fins a la seva mort, l'any 1911. Abans d'això, va poder estrenar al Liceu la última de les òperes que faltaven per representar de la tetralogia de Wagner, Der Ring des Nibelungen: Das Rheingold es representava per primer cop el 30 de març de 1910, sota la direcció de Franz Beidler, casat amb Isolda Beidler (Isolda von Bülow, de soltera), filla de Wagner. La temporada 1909-1910, el teatre va presentar les quatre òperes de la tetralogia: Die Walküre, Siegfried, Götterdämmerung i Das Rheingold, un esdeveniment teatral que fins llavors havia estat reservat als teatres de Bayreuth i Múnic.
Va morir el 20 d'agost de 1911 a Barcelona. Estava casat amb la barcelonina Dolors Comas i Montaner (1852-1932) i tenia tres fills en morir: Albert (advocat, 1877-1950), Elisa i Emília (?-1915). El matrimoni havia tingut tres fills més: Antoni (?-1894), Dolors (1875-1904) i Carme (?-1904). En el funeral per Dolors Bernis i Comas, l'orquestra i cor del Liceu va interpretar un Missa Rèquiem del compositor Josep Barba, sota la direcció del director italià Giuseppe Barone.